# Station Bełchatów
Station Bełchatów is een spoorwegstation in de Poolse plaats Bełchatów.